# Mercury MR-3

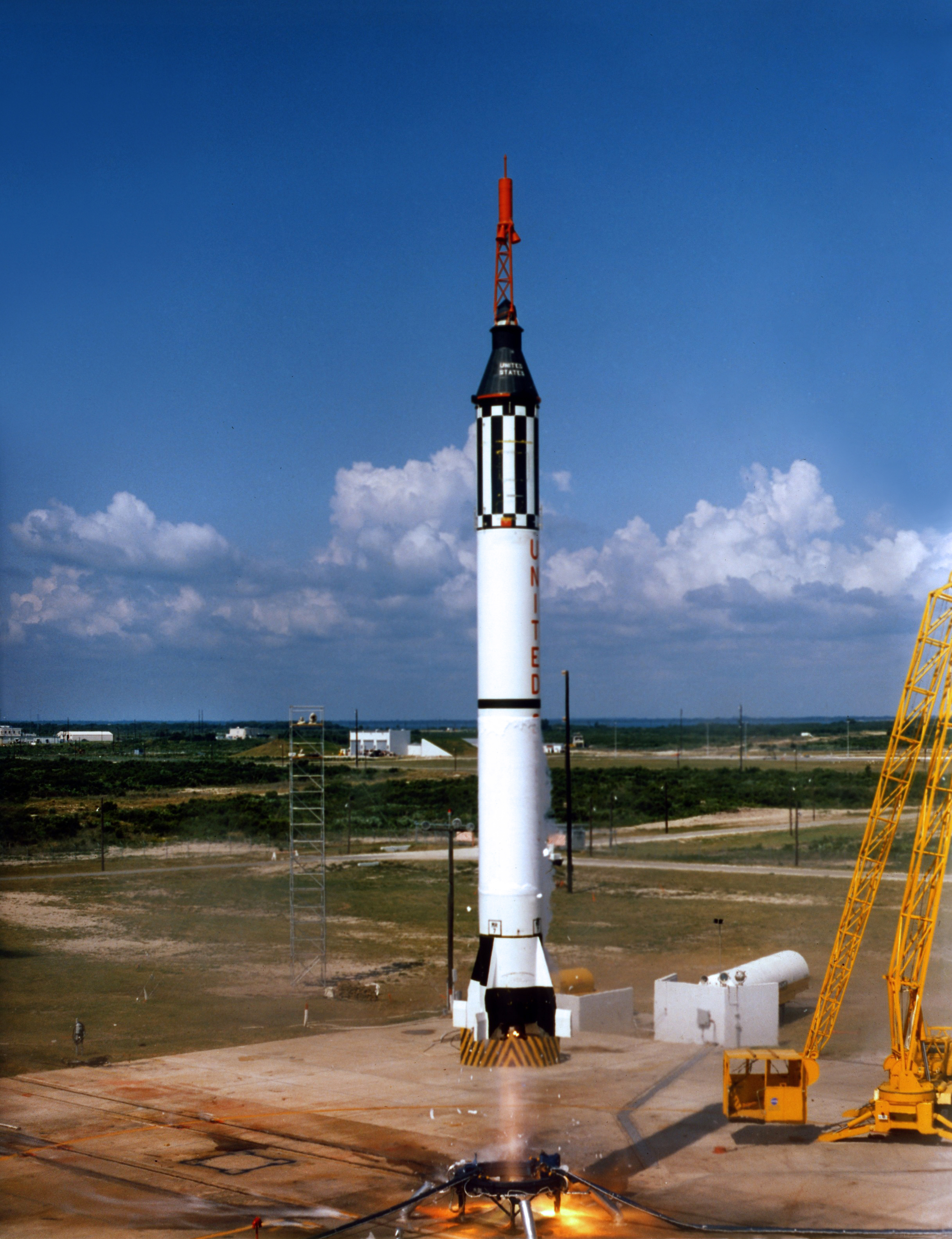
lancering Mercury-Redstone 3

Mercury MR-3 is de eerste bemande ruimtevlucht in het kader van het Amerikaanse Mercury programma. De capsule genaamd Freedom 7 werd gelanceerd met een Redstone raket.
Tijdens deze vlucht werd Alan Shepard de eerste Amerikaan in de ruimte. Het was een korte, zogenaamde ballistische vlucht, maar daarbij werd wel een hoogte van meer dan 100 km bereikt (namelijk 187 km), dus het geldt als een officiële ruimtevlucht. De Freedom 7 landde na een vlucht van 15 minuten in de Atlantische Oceaan, 486 km verwijderd vanaf het punt van lancering.
vluchtgegevens:
- lancering:
  - tijd: 5 mei 1961 14:34 GMT
  - plaats: Cape Canaveral Air Force Station, Verenigde Staten (LC-5)
- landing:
  - tijd: 5 mei 1961 14:49 GMT
  - plaats: 27° 14' N, 75° 53' O (Atlantische Oceaan)
- duur van de vlucht: 0,011 dagen (0 dagen 0 uur 15 min.)
- bemanning: Alan Shepard (1e vlucht van 2 ruimtevluchten)